# 클루앙

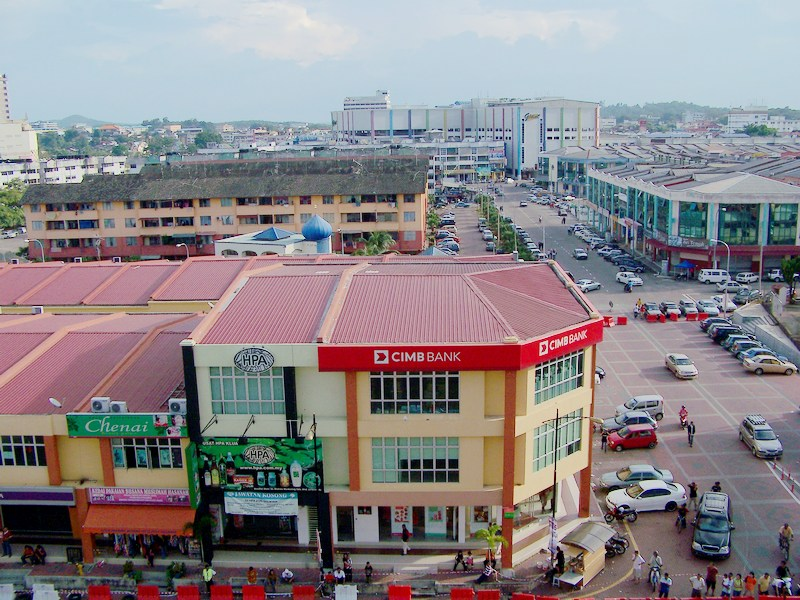
클루앙 시가지

클루앙(Kluang, 중국어 간체자: 居銮, 정체자: 居鑾)은 말레이시아 조호르주 중부에 위치한 군이자 도시로, 조호르바루에서 북쪽으로 약 110km 정도 떨어진 곳에 위치하며 남동쪽으로는 바투파핫, 서쪽으로는 메르싱, 남쪽으로는 스가맛과 접한다. 군 인구는 약 250,000명이며 도시 인구는 약 140,000명이다.

## 같이 보기
- 조호르주